# 1993年のJリーグ
1993年のJリーグは、リーグ戦が5月15日に開幕、12月15日に日程を終了し、翌1994年1月9日、1月16日にチャンピオンシップを行った。リーグの優勝クラブはサントリーシリーズが鹿島アントラーズ、NICOSシリーズがヴェルディ川崎で、チャンピオンシップにより決定された年間総合優勝はV川崎である。

## 1993年シーズンのJリーグクラブ
1991年2月に日本サッカー協会（JFA）から参加が発表された以下の10クラブ。Jリーグ発足を念頭に新たに結成された清水を除けば、すべて日本サッカーリーグ (JSL) に参加していたクラブの改組により発足したクラブである。
- 前年度成績=1992年のJリーグカップの予選リーグの順位を記載

| チーム名               | 監督                     | 所在 都道府県 | ホームスタジアム                 | 前年成績 | 注釈       |
| ---------------------- | ------------------------ | ------------- | -------------------------------- | -------- | ---------- |
| 鹿島アントラーズ       | 宮本征勝                 | 茨城県        | 茨城県立カシマサッカースタジアム | 4位      |            |
| 浦和レッドダイヤモンズ | 森孝慈                   | 埼玉県        | 浦和市駒場陸上競技場             | 5位      |            |
| ジェフユナイテッド市原 | 永井良和                 | 千葉県        | 市原臨海競技場                   | 6位      |            |
| ヴェルディ川崎         | 松木安太郎               | 神奈川県      | 等々力陸上競技場                 | 1位      |            |
| 横浜マリノス           | 清水秀彦                 | 神奈川県      | 三ツ沢公園球技場                 | 7位      |            |
| 横浜フリューゲルス     | 加茂周                   | 神奈川県      | 三ツ沢公園球技場                 | 10位     | [ 注釈 1 ] |
| 清水エスパルス         | エメルソン・レオン       | 静岡県        | 清水市日本平運動公園球技場       | 2位      |            |
| 名古屋グランパスエイト | 平木隆三                 | 愛知県        | 名古屋市瑞穂公園ラグビー場       | 3位      |            |
| ガンバ大阪             | 釜本邦茂                 | 大阪府        | 万博記念競技場                   | 8位      |            |
| サンフレッチェ広島     | スチュワート・バクスター | 広島県        | 広島スタジアム                   | 9位      |            |

## レギュレーション
リーグは2ステージ制で行われ、10クラブが各ステージごとにホーム・アンド・アウェー2回戦各18試合×2ステージ=36試合（総試合数90試合×2ステージ=180試合）を戦う。ちなみにこれは1996年（1ステージ制　16チーム2回総当たり）、1999年から2004年（2ステージ制　16クラブ1回総当たり×2）の年間30節で更新されるまで、J1の年間最少試合数である。
試合は、リーグ戦全試合を完全決着方式で開催し、前後半90分で決着が付かない場合、前後半15分ずつのVゴール方式による延長戦を行い、それでも決着が付かない場合はPK戦を行う。「90分勝利」「Vゴール勝利」「PK戦勝利」に優劣は与えず、純粋に勝利数のみで順位が決定する（このため、勝ち点の計算は行われていない）。各ステージの1位（ステージ優勝者）同士が2回戦制のJリーグチャンピオンシップを戦い、勝者が年間優勝、敗者が年間2位となる。なお、年間順位の3位以下は、チャンピオンシップに出場しなかったクラブの間で「年間勝利数→得失点差→総得点→当該チーム間の対戦成績（勝利数→得失点差→総得点）→順位決定戦」の順で定めた。また、仮に各ステージの優勝者が同一だった場合、各ステージの2位同士で「チャンピオンシップ出場決定戦」を行い、決定戦の勝者がチャンピオンシップに出場、敗者が3位となるレギュレーションが存在した（両ステージの1・2位とも重複の場合は該当する2クラブで対戦、実際には適用されず）。
それぞれのステージならびにチャンピオンシップは冠スポンサー大会とされ、第1ステージを「サントリーシリーズ」、第2ステージを「日本信販・NICOSシリーズ」とそれぞれ称して行った。又、チャンピオンシップについてもサントリーが冠スポンサーとなり「サントリー・チャンピオンシップ」の名称で開催された。

## スケジュール
1992年までのJSLが秋春制だったこと、ならびに1994 FIFAワールドカップ・アジア予選のスケジュールとの兼ね合いから、開幕戦は5月15日・16日に行われサントリーシリーズは7月14日に最終節、NICOSシリーズは7月24日に開幕し、第9節と第10節の間に2ヶ月の中断期間が設けられ、最終節は12月15日、チャンピオンシップは翌1994年1月に行われた。5月開幕、チャンピオンシップが翌年に行われたのはいずれもこの年のみである。ほぼ毎週2試合（水曜・土曜）のペースで試合が行われた。

## リーグ概要
5月15日に国立霞ヶ丘競技場陸上競技場で行われたV川崎-横浜Mの試合が行われ、翌日には残り4試合が行われてJリーグが開幕した。
サントリーシリーズは、参加クラブの中で唯一JSL2部からの参入であった鹿島が、ジーコとアルシンドのブラジル人FWを擁して開幕戦を圧勝して勢いに乗り、第12節でV川崎を下すと完全に独走状態に入る。第16節（7月7日）の浦和戦に2-0と勝利して、2節を残してステージ優勝を飾った。
一方、NICOSシリーズはサントリーシリーズでは2位に甘んじたものの、当時日本代表を多数そろえたV川崎が一試合平均で得点2.39点・失点0.56点を記録してシリーズを制した。
なお、年間勝利数では、サントリーシリーズ4位・NICOSシリーズ2位の清水エスパルスがV川崎に次ぐ2番目だったが、上述のレギュレーションの関係で年間順位は3位となった。

## 順位表
| 順 | チーム                 | 試 | 勝 | 敗 | 得 | 失 | 差  | 出場権 |
| -- | ---------------------- | -- | -- | -- | -- | -- | --- | ------ |
| 1  | 鹿島アントラーズ       | 18 | 13 | 5  | 41 | 18 | +23 | CS出場 |
| 2  | ヴェルディ川崎         | 18 | 12 | 6  | 29 | 21 | +8  |        |
| 3  | 横浜マリノス           | 18 | 11 | 7  | 29 | 24 | +5  |        |
| 4  | 清水エスパルス         | 18 | 10 | 8  | 28 | 25 | +3  |        |
| 5  | ジェフユナイテッド市原 | 18 | 9  | 9  | 26 | 23 | +3  |        |
| 6  | サンフレッチェ広島     | 18 | 9  | 9  | 23 | 24 | −1  |        |
| 7  | 横浜フリューゲルス     | 18 | 8  | 10 | 24 | 21 | +3  |        |
| 8  | ガンバ大阪             | 18 | 8  | 10 | 27 | 31 | −4  |        |
| 9  | 名古屋グランパスエイト | 18 | 7  | 11 | 21 | 38 | −17 |        |
| 10 | 浦和レッドダイヤモンズ | 18 | 3  | 15 | 11 | 34 | −23 |        |

| 順 | チーム                 | 試 | 勝 | 敗 | 得 | 失 | 差  | 出場権 |
| -- | ---------------------- | -- | -- | -- | -- | -- | --- | ------ |
| 1  | ヴェルディ川崎         | 18 | 16 | 2  | 43 | 10 | +33 | CS出場 |
| 2  | 清水エスパルス         | 18 | 14 | 4  | 26 | 9  | +17 |        |
| 3  | 横浜マリノス           | 18 | 10 | 8  | 31 | 24 | +7  |        |
| 4  | 鹿島アントラーズ       | 18 | 10 | 8  | 31 | 25 | +6  |        |
| 5  | サンフレッチェ広島     | 18 | 9  | 9  | 31 | 25 | +6  |        |
| 6  | ガンバ大阪             | 18 | 8  | 10 | 24 | 34 | −10 |        |
| 7  | 横浜フリューゲルス     | 18 | 8  | 10 | 20 | 30 | −10 |        |
| 8  | 名古屋グランパスエイト | 18 | 5  | 13 | 27 | 28 | −1  |        |
| 9  | ジェフユナイテッド市原 | 18 | 5  | 13 | 25 | 44 | −19 |        |
| 10 | 浦和レッドダイヤモンズ | 18 | 5  | 13 | 15 | 44 | −29 |        |

### 年間総合順位
上位2チームの順位はJリーグチャンピオンシップの結果により確定する。
| 順位 | クラブ名               | 勝 | 負 | 得点 | 失点 | 差  | 備考                   |
| ---- | ---------------------- | -- | -- | ---- | ---- | --- | ---------------------- |
|      | ヴェルディ川崎         | 28 | 8  | 72   | 31   | +41 | NICOSシリーズ優勝      |
|      | 鹿島アントラーズ       | 23 | 13 | 72   | 43   | +29 | サントリーシリーズ優勝 |
| 3    | 清水エスパルス         | 24 | 12 | 54   | 34   | +20 | ※年間勝利数2位         |
| 4    | 横浜マリノス           | 21 | 15 | 60   | 48   | +12 |                        |
| 5    | サンフレッチェ広島     | 18 | 18 | 54   | 49   | +5  |                        |
| 6    | 横浜フリューゲルス     | 16 | 20 | 44   | 51   | -7  |                        |
| 7    | ガンバ大阪             | 16 | 20 | 51   | 65   | -14 |                        |
| 8    | ジェフユナイテッド市原 | 14 | 22 | 51   | 67   | -16 |                        |
| 9    | 名古屋グランパスエイト | 12 | 24 | 48   | 66   | -18 |                        |
| 10   | 浦和レッドダイヤモンズ | 8  | 28 | 26   | 78   | -52 |                        |

## サントリーチャンピオンシップ
Jリーグチャンピオンシップについてはサントリーが冠スポンサーとなり、サントリー・チャンピオンシップの名称で開催された。
| 鹿島アントラーズ （サントリーシリーズ優勝） | 0 - 2    | ヴェルディ川崎 （NICOSシリーズ優勝） |
| ------------------------------------------- | -------- | ------------------------------------ |
|                                             | 公式記録 | - 三浦知良 60分 - ビスマルク 89分    |

| ヴェルディ川崎 | 1 - 1    | 鹿島アントラーズ |
| -------------- | -------- | ---------------- |
| 三浦知良 82分  | 公式記録 | アルシンド 38分  |

合計スコアが3－1となり、ヴェルディ川崎が年間王者に決定。
この年のレギュレーションは各試合は「90分で同点ならVゴールの延長戦を行い、それでも同点なら引き分け」とし、「2試合の合計スコアが多いほうが勝利」となっていた。しかし第1戦で2点差がついており、第2戦は延長戦を行っても合計スコアが同点に追いつくことが無いため、90分終了時点で引き分けとした。
テレビ中継
- 第1戦　テレビ東京系列・NHK BS1
- 第2戦　日本テレビ系列・NHK BS1

## 表彰
| 賞                 | 受賞者                           |
| ------------------ | -------------------------------- |
| 最優秀選手賞       | 三浦知良（ヴェルディ川崎）       |
| 得点王             | ラモン・ディアス（横浜マリノス） |
| 新人王             | 澤登正朗（清水エスパルス）       |
| 優秀監督賞         | 松木安太郎（ヴェルディ川崎）     |
| 最優秀審判員賞     | 高田静夫                         |
| フェアプレー特別賞 | サンフレッチェ広島               |

### ベストイレブン
| ポジション | 選手名           | 所属クラブ       |
| ---------- | ---------------- | ---------------- |
| GK         | 松永成立         | 横浜マリノス     |
| DF         | 大野俊三         | 鹿島アントラーズ |
| DF         | 柱谷哲二         | ヴェルディ川崎   |
| DF         | ペレイラ         | ヴェルディ川崎   |
| DF         | 井原正巳         | 横浜マリノス     |
| DF         | 堀池巧           | 清水エスパルス   |
| MF         | サントス         | 鹿島アントラーズ |
| MF         | 本田泰人         | 鹿島アントラーズ |
| MF         | ラモス瑠偉       | ヴェルディ川崎   |
| FW         | 三浦知良         | ヴェルディ川崎   |
| FW         | ラモン・ディアス | 横浜マリノス     |

## 得点ランキング
| 順位 | 選手               | 得点 |
| ---- | ------------------ | ---- |
| 1    | ディアス（横浜M）  | 28   |
| 2    | アルシンド（鹿島） | 22   |
| 3    | 三浦知良（V川崎）  | 20   |
| 4    | 武田修宏（V川崎）  | 17   |
| 5    | パベル（市原）     | 16   |
| 6    | エドゥー（清水）   | 13   |
| 7    | 永島昭浩（大阪）   | 12   |
| T8   | 黒崎比差支（鹿島） | 11   |
| T8   | 高木琢也（広島）   | 11   |
| T10  | 前田治（横浜F）    | 10   |
| T10  | 長谷川健太（清水） | 10   |
| T10  | チェルニー（広島） | 10   |

## 記録
Jリーグ初ゴール
ヘニー・マイヤー（ヴェルディ川崎 1993年5月15日 - サントリーシリーズ第1節 vs横浜マリノス・国立霞ヶ丘競技場陸上競技場）
Jリーグ初のハットトリック
ジーコ（鹿島アントラーズ 1993年5月16日 - サントリーシリーズ第1節 vs名古屋グランパスエイト・茨城県立カシマサッカースタジアム）
Jリーグ初のオウンゴール
井原正巳（横浜マリノス 1993年5月29日 - サントリーシリーズ第5節 vsジェフユナイテッド市原・三ツ沢公園球技場）
Jリーグ初のレッドカード
パベル・ジェハーク（ジェフユナイテッド市原 1993年5月29日 - サントリーシリーズ第5節 vs横浜マリノス・三ツ沢公園球技場）

## Jリーグ準会員
いずれも1992年秋季に準会員承認
- 柏レイソル（日立製作所）
- ベルマーレ平塚（フジタ）
- ジュビロ磐田（ヤマハ）

第2回ジャパンフットボールリーグの成績により、1位の湘南と2位の磐田がJリーグ入会を認められた。湘南は、Jリーグ入りに際してベルマーレ平塚に改称した。